# Гољамо Ново
Село Гољамо Ново (буг. Голямо Ново) се налази у општини Трговиште у Бугарској. Према подацима од 21. јула 2005. године има 1.181 становника.